# Неклассическая наука
Некласси́ческая нау́ка — концепция в советской и российской школе философии науки, введённая В. С. Стёпиным, выделяющая особый тип науки эпохи кризиса классической рациональности (конец XIX — 60-е годы XX в.). Неклассическая наука включает в себя ряд следующих концепций: теория эволюции Дарвина, теория относительности Эйнштейна, принцип неопределенности Гейзенберга, гипотеза Большого Взрыва, теория катастроф Рене Тома, фрактальная геометрия Мандельброта.
В конце XIX — начале XX в. последовал ряд открытий, которые не вписывались в существовавшую научную картину мира. Были получены новые экспериментальные данные, которые привели к созданию революционных научных теорий такими учёными, как М. Планк, Э. Резерфорд, Нильс Бор, Луи де Бройль, В. Паули, Э. Шрёдингер, В. Гейзенберг, А. Эйнштейн, П. Дирак, А. А. Фридман и др.
«Переход от классической науки к неклассической [] заключался во вхождении субъекта познания в „тело“ знания в качестве его необходимого компонента. Изменилось понимание предмета науки: им стала теперь не реальность „в чистом виде“, а некоторый её срез, заданный через призму принятых теоретических и операционных средств и способов её освоения субъектом.» 
Установление относительности объекта к научно-исследовательской деятельности привело к тому, что наука стала изучать не неизменные вещи, а вещи в конкретных условиях их существования. Поскольку исследователь фиксирует только конкретные результаты взаимодействия изучаемого объекта с прибором, возникает некоторый «разброс» в конечных результатах исследования. Из этого вытекает правомерность и равноправность различных видов научного описания объекта в различных условиях (ср. Корпускулярно-волновой дуализм), создания его теоретических конструктов.
Если в классической науке картина мира должна быть картиной изучаемого объекта самого по себе, то неклассический научный способ описания с необходимостью включает в себя, помимо изучаемых объектов, используемые для их изучения приборы, а также сам акт измерения. В соответствии с этим подходом Вселенная рассматривается как сеть взаимосвязанных событий, подчёркивая активную роль и вовлечённость субъекта познания в сам процесс получения знаний. Любое свойство того или иного участка этой сети не имеет абсолютного характера, а зависит от свойств остальных участков сети.
Наука этого периода столкнулась с миром сложных саморегулирующихся систем (теория эволюции) и начала осваивать его. Картины мира различных наук в это время пока ещё отделены друг от друга, но они все совместно формируют общенаучную картину мира, отсутствовавшую как единое целое в классической науке. Эта картина перестаёт считаться вечной и неизменной истиной и осознаётся как последовательно развиваемое и уточняемое относительно верное знание о мире.
В неклассической науке наметилась тенденция на сближение естественных и гуманитарных направлений, что стало характерной чертой следующего — постнеклассического — этапа развития науки.